# 米尔茨河畔诺伊贝格
米尔茨河畔诺伊贝格是奥地利施蒂利亚州米尔茨楚施拉格县的一个市镇。总面积63.98平方公里，总人口1423人，人口密度22.2人/平方公里（31-12-2005年）。